# Nemyriv
Nemýriv (en ucraniano: Неми́рів: , en ruso: Немирoв:, polaco: Niemirów )  es una ciudad histórica en el óblast de Vínnytsia (provincia) de Ucrania. Es la capital del Raión de Nemýriv (distrito). Población 2015: 11,829 habitantes.
Nemýriv es uno de las ciudades más antiguas de Vínnytsia. Fue fundada por Prince Nemyr en 1390. 
La destilería donde se elabora el conocido vodka Nemiroff, está localizado en Nemýriv.

## Historia
Nemýriv está situada en un antiguo emplazamiento Escita, destruido durante la Invasión Mongola de Rusia. Su primera mención histórica data del 1506.
Importantes acontecimientos sucedieron en la ciudad durante las Guerras cosacas en el siglo XVII. La ciudad estuvo dominada por Andrii Abazyn entre 1702 y 1704.

### Historia judía de la ciudad
Antes de la Segunda Guerra Mundial, Nemýriv contaba con una comunidad judía importante. El rabino jasídico Jacob Joseph de Polonne estuvo nombrado como rabbi en Nemýriv durante parte del siglo XVIII. En el siglo XIX se instaló un centro Breslev, siendo el lugar de nacimiento de Nathan de Breslov ("Reb Noson"), el discípulo más importante de Natán de Breslav. Después de que Natán murió en 1810, Reb Noson se trasladó a Bratslav para diseminar y publicar sus enseñanzas desde allí. La ciudad actuaba como centro de estudios judíos y conectada con varios Rabbi, entre ellos,Yom-Tov Lipmann Heller rabbi de Viena y Jehiel Michel ben Eliezer. 
En septiembre de 1941, los alemanes mantuvieron a los judíos en un gueto. El 24 de noviembre de 1941, un Einsatzgruppen eliminó a 2,680 judíos, siendo enterrados en fosas en el cementerio polaco. El 26 de junio de 1942, los judíos fueron conducidos a la sinagoga, donde seleccionaron entre 200 y 300 hombres y mujeres jóvenes y enviados a un campamento de trabajo. El resto, quizás unos 500, fueron fusilados detrás del cementerio polaco y enterrados en fosas.

## Galería

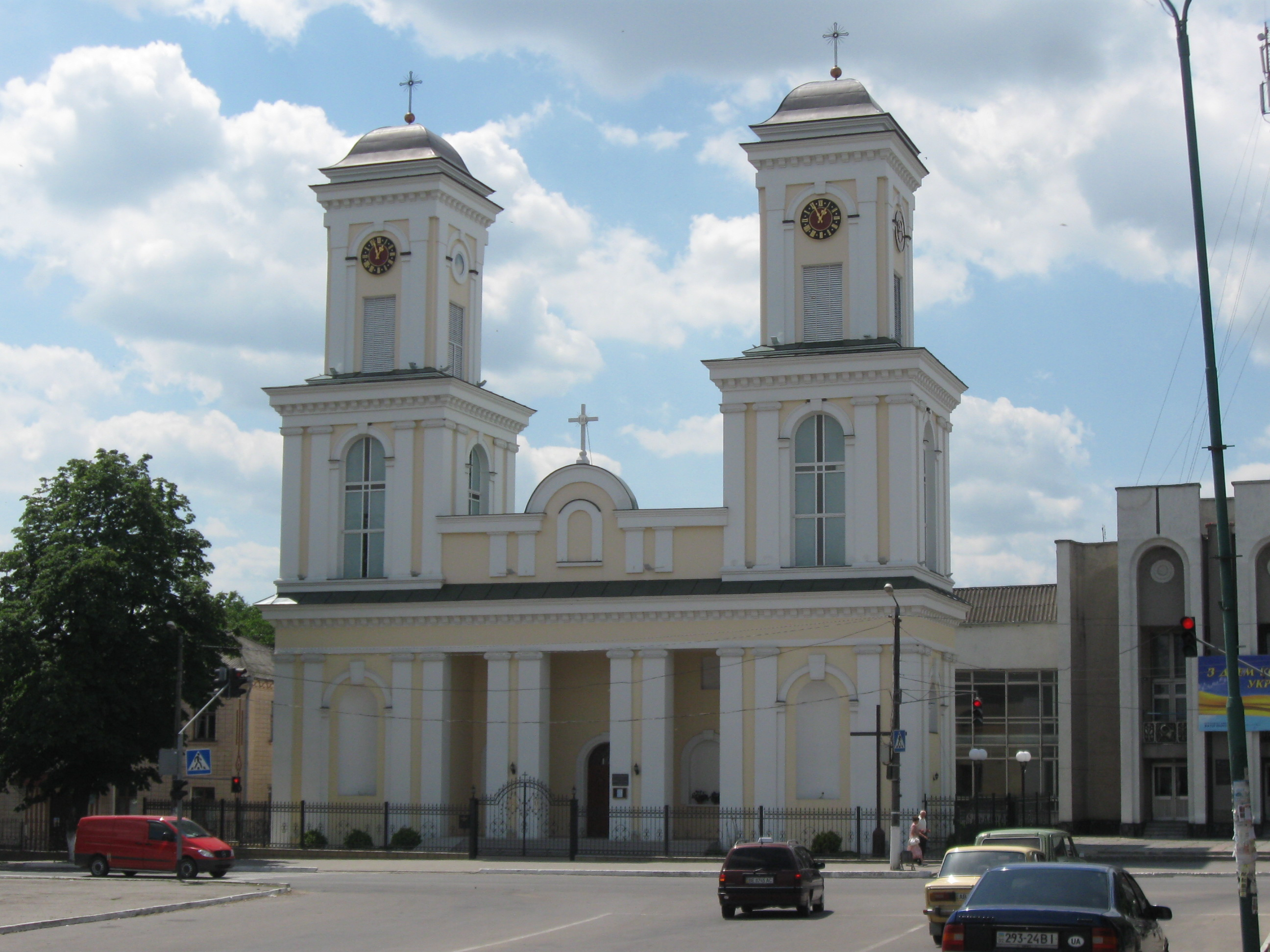
Iglesia católica de San José
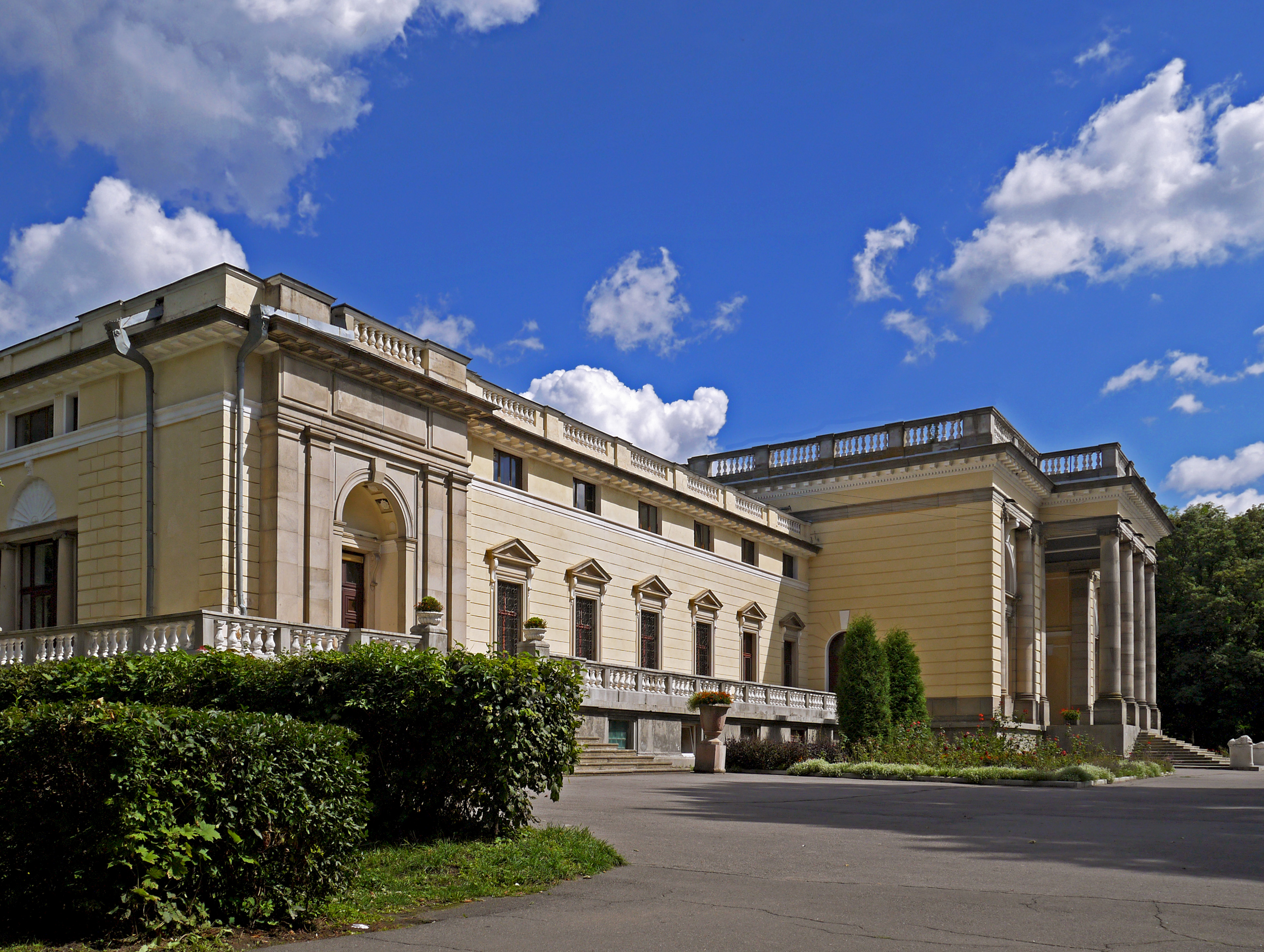
Palacio Scherbátova
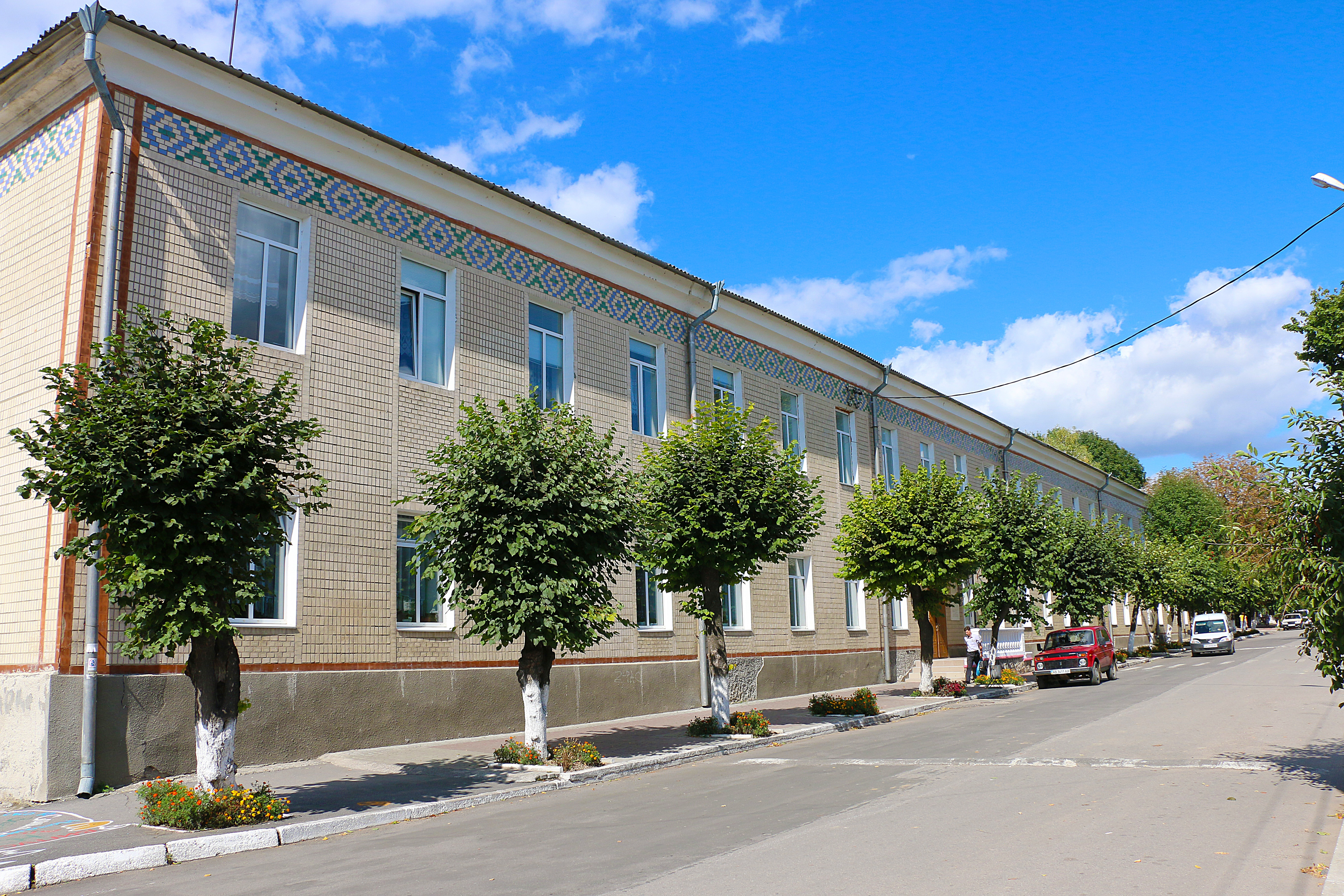
Gimnasio
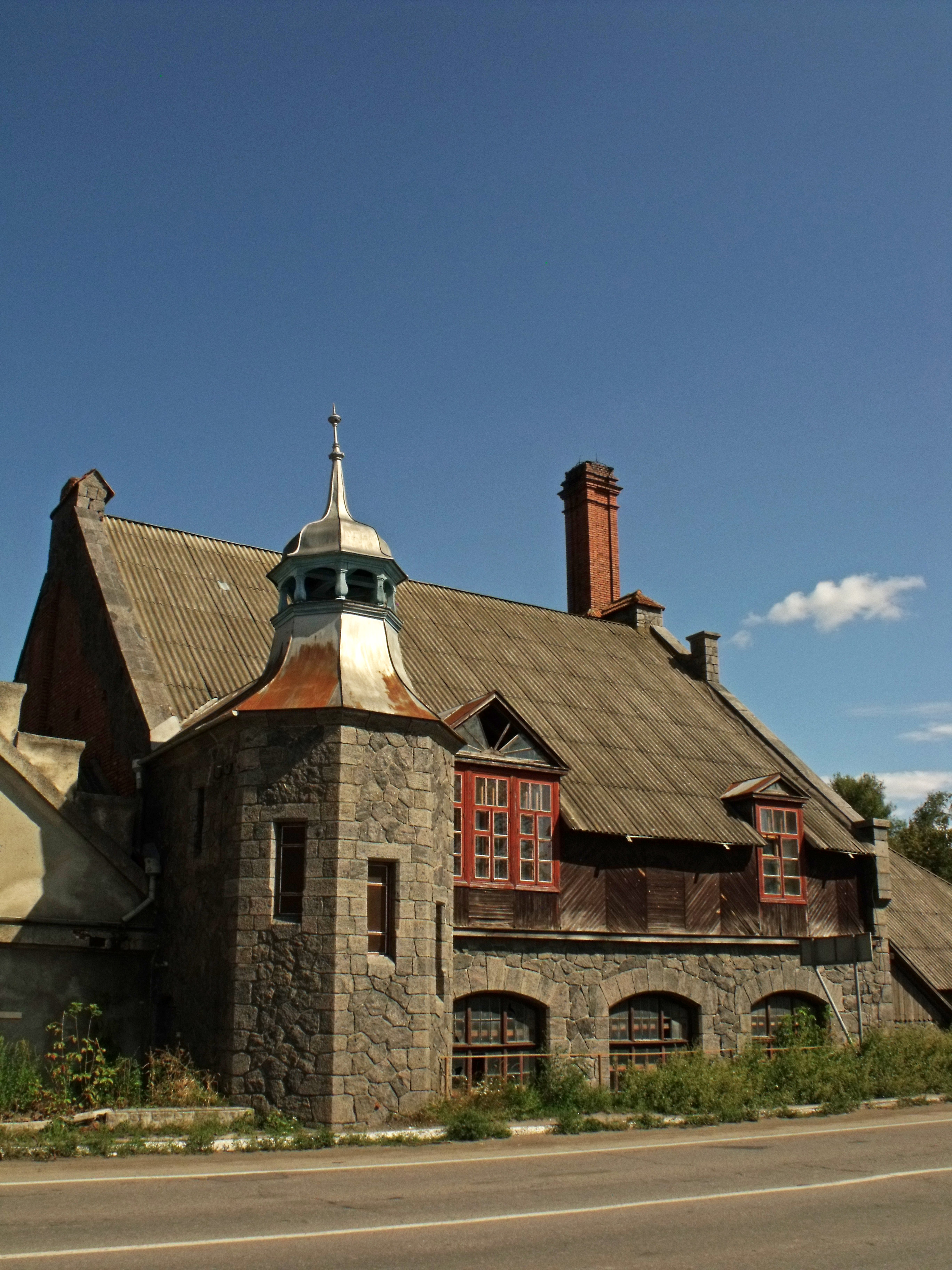
Molino viejo

### Personas notables
- Nathan de Breslov, rabbi
- Nikolái Nekrásov, poeta
- Marko Vovchok, escritor
- Theodosius Dobzhansky, genetista
- Mordechai Namir, político israelí
- Ida Rhodes (nombre de nacimiento Hadassah Itzkowitz) nació en un pueblo judío entre Nemýriv y Tulchýn.